# Terry Simpson
Pour les articles homonymes, voir Simpson.
Terry Simpson (né le 30 août 1943 à Brantford en Ontario au Canada) est un joueur de hockey sur glace puis un entraîneur de hockey.

## Carrière
Après avoir joué une saison dans l'Eastern Hockey League pour les Rockets de Jacksonville en 1964-65, Simpson met fin à sa carrière de joueur.
Il devient entraîneur dans la Ligue de hockey junior de la Saskatchewan pour les Raiders de Prince Albert en 1972 et va rester à la tête de l'équipe junior jusqu'en 1986. Il va alors aider son équipe à remporter la Coupe Centennial du Manitoba en 1977, 1979, 1981 et 1982 - la Coupe Centennial est remplacé par la suite par la Coupe de la Banque royale.
En 1982-83, quand la Ligue de hockey de l'Ouest étend son nombre de franchises accueillies, les Raiders rejoignent la ligue et Simpson va rester encore à la tête de l'équipe pendant quatre saisons. En 1985, l'équipe toujours entraînée par Simpson remporte la Coupe Memorial. À l'issue de la saison suivante, il devient le nouvel entraîneur des Islanders de New York de la Ligue nationale de hockey à la place d'Al Arbour qui a remporté quatre Coupes Stanley consécutives. Il va rester un peu plus de deux saisons à la tête de l'équipe mais les résultats ne suivent pas et il est limogé au cours de la saison 1988-1989 et Arbour est remis en poste à sa place.
Il retourne entraîner les Raiders pour une nouvelle saison puis il devient l'entraîneur assistant de Bob Murdoch puis de John Paddock derrière le banc des Jets de Winnipeg de la LNH. En mai 1993, il devient le nouvel entraîneur des Flyers de Philadelphie mais ne reste encore une fois qu'une seule saison, les Flyers ne se qualifiant pour les séries éliminatoires. Il retourne encore une fois être assistant entraîneur des Jets mais au cours de la saison 1994-1995, il prend la place de Paddock. Il sera le dernier entraîneur de la franchise avant son arrêt à l'issue de la saison suivante.
Lors des deux saisons suivantes, il est assistant-entraîneur pour les Maple Leafs de Toronto et en 1998-99, il occupe son dernier poste en étant entraîneur en chef des Rebels de Red Deer de la WHL.